# Minardi PS04B
A Minardi PS04 egy Formula–1-es versenyautó, melyet a Minardi csapat tervezett és versenyeztetett a 2004-es Formula–1 világbajnokságban, valamint a 2005-ös Formula–1 világbajnokság első három futamán. Pilótái 2004-ben Gianmaria Bruni és Baumgartner Zsolt voltak, 2005-ben Patrick Friesacher és Christijan Albers.

## Áttekintés
2003-ban a Minardi megvásárolta az Arrows A23-as versenyautót valamint a megszűnt Arrows csapat szellemi tulajdonát. Ezután azt tervezték, hogy az A23-as modellt átalakítják és Minardi PS04 néven azt fogják versenyeztetni. A kezdeti tesztek ígéretesek voltak, végül mégis letettek a "tisztán Arrows gyártás" bevetéséről. Helyette a megvásárolt szellemi tulajdont és a soha el nem készült Arrows A24-es kezdetleges terveit felhasználva, átvéve az A23 és a Minardi PS03 legjobb elemeit, egy teljesen új autót építettek.
A kasztni festése maradt fekete-fehér, a Superfund szponzorációja miatt zöld motorborítással. Baumgartner Zsolt szereplése miat magyar szponzorok is megjelentek az autókon, mint a CIB Lízing és az Uniqa. A brit nagydíjon szponzori feliratok nélkül indultak, így tisztelegve a szívrohamban elhunyt John Walton ("John Boy") sportigazgató előtt.

## A szezon
A 2004-es év nem sikerült túlságosan fényesen a csapat számára. Egyetlen pontot gyűjtöttek egész idényben, Baumgartner amerikai nagydíjon elért nyolcadik helyével, amely az első magyar Formula–1-es pont is volt egyben. 2005 első három versenyén is ezt az autót használták, annyi különbséggel, hogy a motort átnevezték CK2004 típusra. Ebben az idényben ezzel az autóval nem tudtak pontot szerezni.

## Eredmények
| Év   | Csapat           | Motor           | Gumik | Pilóták            | 1   | 2   | 3   | 4   | 5   | 6   | 7   | 8   | 9   | 10  | 11  | 12  | 13  | 14  | 15  | 16  | 17  | 18  | 19  | Pontok | Helyezés |
| ---- | ---------------- | --------------- | ----- | ------------------ | --- | --- | --- | --- | --- | --- | --- | --- | --- | --- | --- | --- | --- | --- | --- | --- | --- | --- | --- | ------ | -------- |
| 2004 | Minardi Cosworth | Cosworth CR-3L  | B     |                    | AUS | MAL | BHR | SMR | ESP | MON | EUR | CAN | USA | FRA | GBR | GER | HUN | BEL | ITA | CHN | JPN | BRA |     | 1      | 10.      |
| 2004 | Minardi Cosworth | Cosworth CR-3L  | B     | Gianmaria Bruni    | NK  | 14  | 17  | KI  | KI  | KI  | 14  | KI  | KI  | 18† | 16  | 17  | 14  | KI  | KI  | KI  | 16  | 17  |     | 1      | 10.      |
| 2004 | Minardi Cosworth | Cosworth CR-3L  | B     | Baumgartner Zsolt  | KI  | 16  | KI  | 15  | KI  | 9   | 15  | 10  | 8   | KI  | KI  | 16  | 15  | KI  | 15  | 16  | KI  | 16  |     | 1      | 10.      |
| 2005 | Minardi F1 Team  | Cosworth CK2004 | B     |                    | AUS | MAL | BHR | SMR | ESP | MON | EUR | CAN | USA | FRA | GBR | GER | HUN | TUR | ITA | BEL | BRA | JPN | CHN | 7*     | 10.      |
| 2005 | Minardi F1 Team  | Cosworth CK2004 | B     | Patrick Friesacher | 17  | KI  | 12  |     |     |     |     |     |     |     |     |     |     |     |     |     |     |     |     | 7*     | 10.      |
| 2005 | Minardi F1 Team  | Cosworth CK2004 | B     | Christijan Albers  | KI  | 13  | 13  |     |     |     |     |     |     |     |     |     |     |     |     |     |     |     |     | 7*     | 10.      |

* Az összes pontot a Minardi PS05-tel szerezték.

## Forráshivatkozások
1. ↑  admin: Unveiled the Minardi PS04A (nl-NL nyelven). UnracedF1.com, 2020. április 3. (Hozzáférés: 2024. szeptember 18.)
2. ↑  Minardi will not use the Arrows A23 | Auto123.com. www.auto123.com. (Hozzáférés: 2024. szeptember 18.)
3. ↑  Minardi en de Arrows A24. Formule1nieuws.nl. (Hozzáférés: 2024. szeptember 18.)